# Illinois Electric Vehicle and Transportation Company
Illinois Electric Vehicle and Transportation Company war ein US-amerikanischer Hersteller von Automobilen.

## Unternehmensgeschichte
Am 15. April 1899 wurde über Gründungspläne berichtet. Laut einem Zeitungsbericht der The New York Times vom 5. Mai 1899 wurde am 4. Mai 1899 die Gründung für den nächsten Tag angekündigt. Beteiligt waren William L. Elkins Junior und Martin Maloney aus Philadelphia, Isaac L. Rice aus New York City von der Electric Storage Battery Company und Charles E. Yerkes. Es sollte eine Abteilung der Electric Automobile Company werden. Der Sitz war in Chicago in Illinois. Die Produktion von Automobilen in Zusammenarbeit mit der Siemens-Halske Electric Company begann demnach frühestens 1899, was eine Quelle auch bestätigt. Zwei andere Quellen nennen dagegen 1897. Der Markenname lautete Illinois Electric. Die Fahrzeuge wurden überwiegend vermietet und nur selten verkauft. Im Oktober 1899 waren bereits 30 Fahrzeuge fertiggestellt. 1901 endete die Produktion.

## Fahrzeuge
Im Angebot standen ausschließlich Elektroautos. Die Fahrzeuge mit Aufbauten als Hansom und Brougham hatten Frontantrieb und gelenkte Hinterräder. Stanhope und Runabout hatten dagegen gelenkte Vorderräder und Hinterradantrieb.